# Svjetovna etika
Svjetovna etika ili laička etika je grana etike u kojoj se moralni zakoni izvode isključivo iz ljudskim sposobnosti kao što su logika, razum ili moralna intuicija, a ne proizlazi iz nadnaravnog (vjerskog) otkrivenja ili vodstva (koji je izvor vjerske etike). Svjetovna etika obuhvaća bilo koji etički sustav koji ne podilazi nadnaravnom,  kao što su humanizam, svjetovnost i slobodno mišljenje.
Većina svjetovnih moralnih sustava prihvaćaju ili društvene norme društvenih ugovora, neki oblik pripisivanje unutarnje moralne vrijednosti, intuicija se temelji na deontologija, moralni ili kulturni relativizam.Manji dio smatra kako znanstveno razmišljanje može otkriti moralnu istinu. To je poznato kao znanost o moralu. Pristupi poput utilitarizma, subjektivnog moralnog relativizma i etičkog egoizmu su manje uobičajeni, ali i dalje zadržavaju značajan broj sljedbenika svjetovnim etičarima.  Malo se pozornosti posvećuje stavovima moralnog skepticizma i moralnog nihilizma, međutim mnogi su vjerski i pojedini svjetovni etičari   uvjereni kako svjetovni moral ne može postojati bez boga ili bogova pružajući ontološko uzemljenje, ili ga je barem nemoguće pojmiti osim autoritativne objave.
Načela svjetovni etike ne moraju nužno biti u suprotnosti s vjerskom etike. Na primjer, zlatno pravilo ili predanost nenasilju,  podržavaju i vjerski i svjetovni etički okviri. Sustavi svjetovne etike također mogu varirati unutar društvenih i kulturnih normi u određenom vremenskom razdoblju 